# Bishop Museum

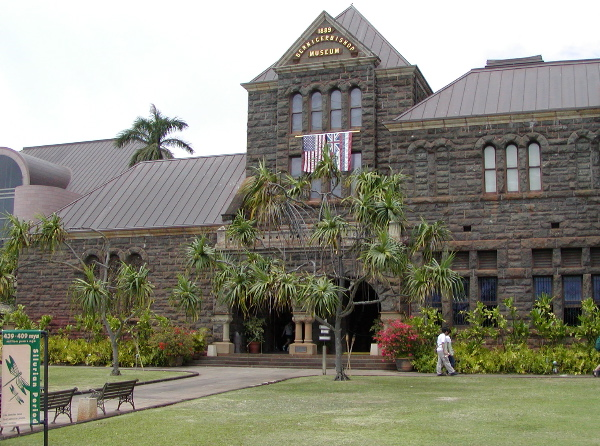
Das Museum beherbergt die weltgrößte Sammlung polynesischer Artefakte.

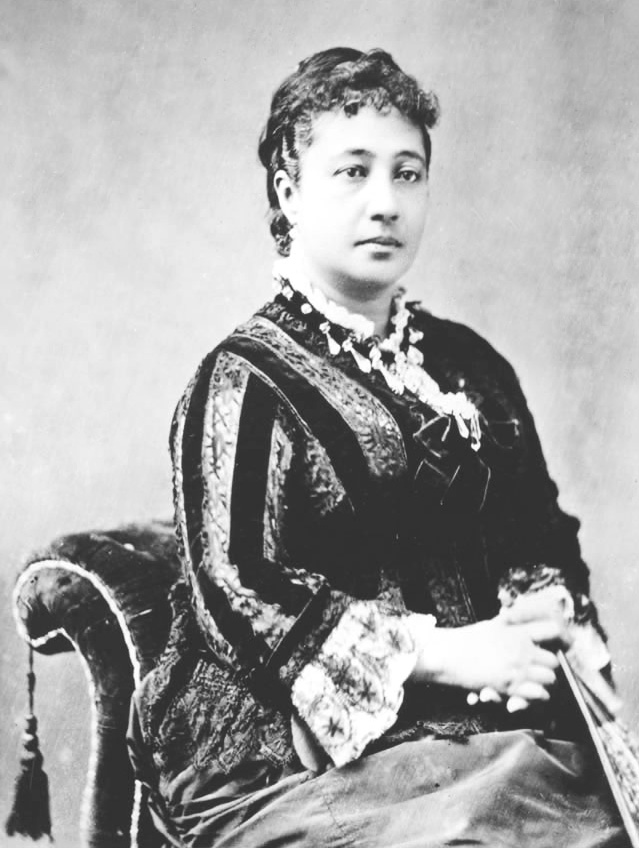
Prinzessin Bernice Pauahi Bishop

Das Bernice Pauahi Bishop Museum (BPBM oder Museum für Natur- und Kulturgeschichte des Bundesstaates Hawaii) wurde 1889 von Charles Reed Bishop (1822–1915) zu Ehren seiner verstorbenen Gattin, der Prinzessin Bernice Pauahi Paki (1831–1884), gegründet, der letzten Nachfahrin der königlichen Familie von Kamehameha I. Das Museum wurde in dem Haus untergebracht, das die Sammlung von hawaiischen Objekten enthielt, die ihm die Prinzessin vererbt hatte. Es ist das größte Museum in Hawaii mit 25 Millionen Objekten aus der Pazifikregion.
Es liegt im historischen Viertel Kalihi von Honolulu auf der Insel Oʻahu. Neben den Sammlungen von hawaiischen Stücken bewahrt das Museum die drittgrößte Insektensammlung der Vereinigten Staaten auf, die 13,5 Millionen Stück umfasst. Der Bishop Peak in der Antarktis ist nach dem Museum benannt.